# Jean Poingdestre
Jean Poingdestre, né en 1609 à Saint-Sauveur sur l'île de Jersey et mort en 1691, est un des cavaliers de la cavalerie des Royalists anglais et assuma la fonction de lieutenant-bailli de Jersey.

## Biographie
Jean Poingdestre était issu d'une grande famille de notables de Jersey, les Poingdestre. Son père, Édouard Poingdestre, fut Connétable de Saint-Sauveur, une première fois de 1586 à 1587 et de nouveau de 1597 à 1611, ainsi que diacre de sa paroisse. Il mourut en 1622. Un de ses descendants, Charles Poingdestre sera artiste peintre paysagiste.
Jean Poingdestre est diplômé de l'université de Cambridge, et a été nommé membre de l'Exeter College, d'Oxford en 1636, après des études classiques, spécialisé dans le grec ancien.
Jean Poingdestre est partisan des royalistes lors de la Première Révolution anglaise (appelée English Civil War par les historiens britanniques), dont les épisodes se déroulèrent entre 1641 et 1649, aboutit à la mise en jugement du roi Charles Ier d'Angleterre, puis à sa décapitation le 30 janvier 1649 à Whitehall près de Westminster, et à l'établissement d'une république. 
Jean Poingdestre fut le secrétaire de latin et langues étrangères du roi Charles Ier d'Angleterre. 
En 1648, le contexte politique de la guerre civile l'obligea à quitter l'Angleterre et se réfugier dans son île natale de Jersey. Après la mort de Charles 1er en 1649, Jean Poingdestre soutint son fils le roi Charles II d'Angleterre jusqu'à la restauration de la royauté avec pour seule devise "Tous pour le roi". Il participa notamment à la défense du château Elizabeth en 1651.  Après la Restauration royale, Jean Poingdestre est retourné en Angleterre avant de devenir lieutenant-bailli de Jersey en 1668 jusqu'en 1676. En effet, en 1668, Jean Pipon, Lieutenant de Messire Édouard de Carteret, Bailli, désirant donner sa démission vu son âge et son indisposition, le Bailli choisit Jean Poingdestre comme son Lieutenant, et, une vacance survenant sur le siège de Justice, le Roi envoya un ordre sous son seign adressé au Bailli et aux Jurés-Justiciers de la Cour royale d’élire Jean Poingdestre.
Pendant ce temps, il a écrit "Cæsarea or A Discourse of the Island of Jersey", une étude complète de l'île de Jersey, la géographie, les coutumes, le droit, la gouvernance, le folklore et le commerce. 